# Окаменелое дерево

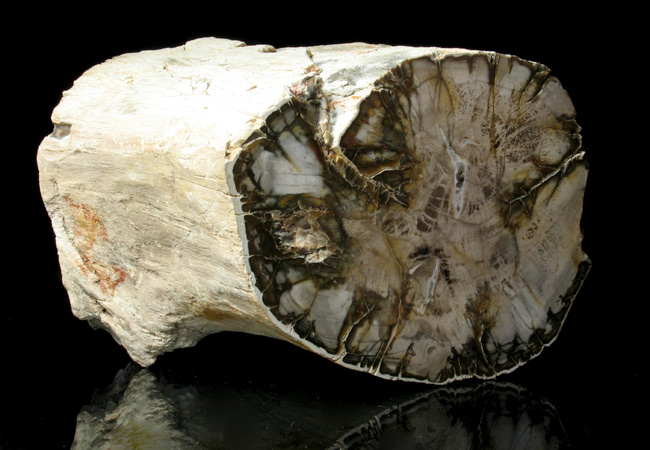
Окаменелое дерево с Мадагаскара

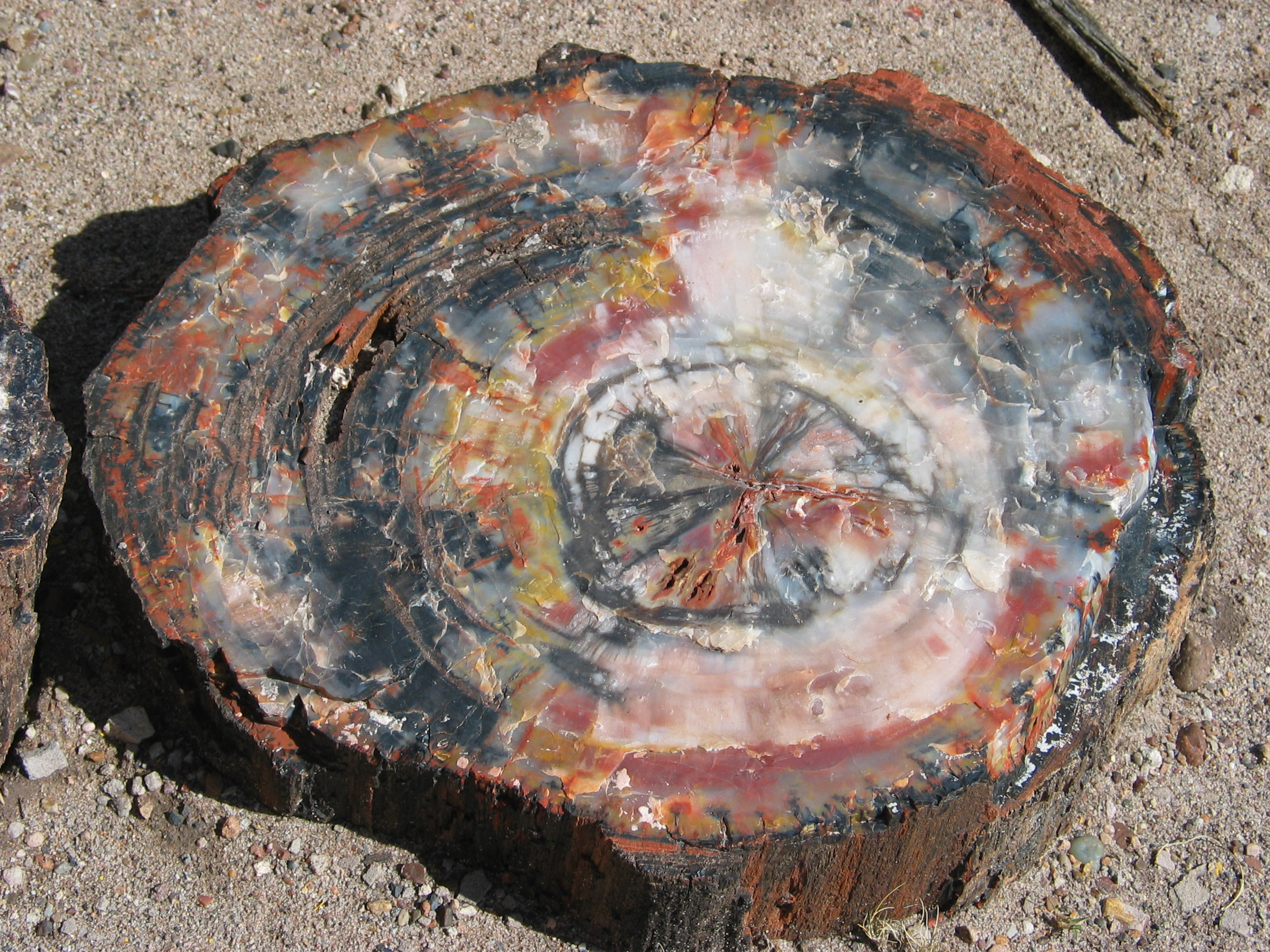
Отполированный срез окаменелого дерева из Аризоны

Окамене́лое де́рево — окаменелость, древесина деревьев, произраставших в прошедшие геологические эпохи, замещённая различными минералами кремнезёма (халцедоном, кварцем или аморфным опалом). При этом структура дерева нередко хорошо сохраняется — отчётливо видны, например, годичные кольца.
Окаменелый (или петрифицированный от др.-греч. πέτρος — камень) лес — значительное скопление древесных окаменелостей на небольшом участке.

## Процесс образования
Процесс окаменения происходит под землёй, когда дерево оказывается похороненным под осадком, но не портится из-за недостатка кислорода. Богатая минеральными веществами вода, текущая сквозь осадок, приносит минералы в клетки растения, и когда лигнин и целлюлоза распадаются, остаётся камень, повторяющий первоначальную форму. При этом все органические вещества замещаются минералами (зачастую силикатами, такими как кварц), а оригинальная микроскопическая структура дерева сохраняется.

## Свойства

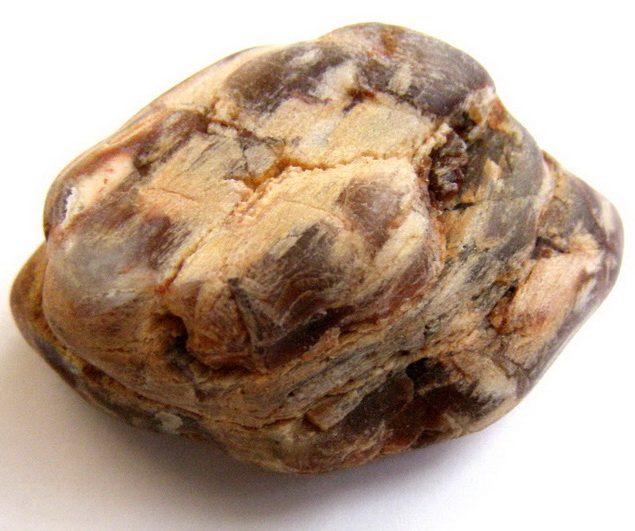
Окатыш окаменелого дерева, пятнистая текстура. Крым

Твёрдость силифицированного дерева — 5,5—6 по шкале Мооса. Излом раковистый. Блеск стеклянный или восковой. Спайности нет. Сингония аморфная. Состав — кремнезём (SiO2) с примесями.
Наличие тех или иных примесей химических элементов, таких как железо, марганец, медь, в воде (грязи) во время петрификации (процесса окаменения) придает создающемуся окаменелому дереву ту или иную окраску из довольно широкого диапазона цветов:
- углерод — чёрная
- кобальт — зелёная/синяя
- хром — зелёная/синяя
- медь — зелёная/синяя
- оксид железа — красная, коричневая, жёлтая
- марганец — розовая/оранжевая
- оксид марганца — чёрная/жёлтая

## Места проявления
Окаменелое дерево часто встречается в вулканических областях, в которых происходили извержения вулканов в лесных ареалах. Китайскими учёными обнаружены окаменелые деревья вместе с останками динозавров возрастом 100 миллионов лет. Значительные залежи окаменелого дерева обнаружены в разных местах Земли: США (штат Аризона), Чили (Патагония), Египет, Россия (Средняя Сибирь, Камчатка, Приморье, Чукотка). Находили окаменелые деревья и в Европейской части России. Деревья могут быть как хвойных, так и лиственных пород. Самым известным в мире местом обнаружения окаменелых деревьев считается Петрифайд-Форест («Окаменевший лес») в Аризоне, в котором окаменевшие стволы араукарии достигают длины 65 метров и диаметра 3 метров.
Наиболее известные окаменелые леса планеты (как правило, национальные парки):
- В Аргентине — один из самых больших природных памятников в аргентинской Патагонии.
- В Бельгии — геоучасток Гудберг около Хугардена.
- В Бразилии — геопарк Палеоротта.
- В Греции — окаменелый лес на западе острова Лесбос (вероятно, самый большой, площадью 150 квадратных километров), имеет статус природного памятника с 1985 года.
- В Египте: окаменелый лес у дороги Каир — Суэц, территория у Нового Каира, Маади, оазис Эль Фарафра.
- В Индии — Тируваккарай около Мадраса.
- В Канаде — остров Акселя Хайберга в Нунавуте.
- В Ливии — сотни квадратных километров в Ливийской пустыне с различными окаменелостями.
- В Новой Зеландии — залив Курио на побережье Южного острова.
- В США: парк в Леммоне (Южная Дакота), государственный парк гинкго в штате Вашингтон, частный парк Grotto of the Redemption в Айове, Петрифайд-Форест в Аризоне (включающий «Агатовый дом» из окаменелой древесины), Миссисипский окаменелый лес во Флоре, штат Миссисипи, национальный природный памятник Florissant Fossil Beds около Флориссэнта, Колорадо.
- В России — в Московской, Курской, Самарской[5] областях.
- В Чехии — Нова Пака.
- На территории Украины — Донецкая область, г. Дружковка.
- На Мадагаскаре.

## Применение

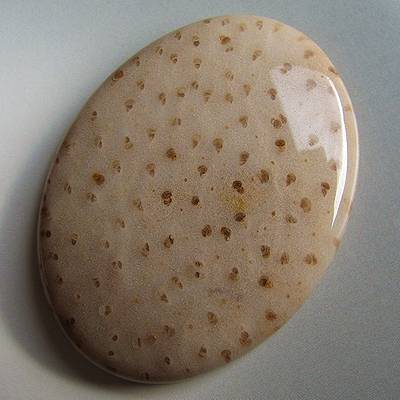
Кабошон из агатизированной древесины пальмы

Окаменелое дерево издревле используется как сырьё для ювелирных изделий. Ценность образцов связана со своеобразием формы, рисунка и возрастом во много миллионов лет, что ценится коллекционерами. Искусственное окаменелое дерево применяется в отделке интерьеров и парковых зон.
Окаменелое дерево считается эмблемой канадской провинции Альберта и американского штата Вашингтон.